# Amakusanthura moragallae
Amakusanthura moragallae är en kräftdjursart som beskrevs av Müller 1991. Amakusanthura moragallae ingår i släktet Amakusanthura och familjen Anthuridae. Inga underarter finns listade i Catalogue of Life.